# Guffey Act
Pour les articles homonymes, voir Guffey.
Le Guffey Act, ou Guffey Coal Acts c'est-à-dire « Lois Guffey sur le charbon », est une loi protectionniste adoptée en 1935 par le congrès des États-Unis dans le cadre du New Deal de Franklin D. Roosevelt. Son nom provient de Joseph Guffey, sénateur américain qui fut un proche de Roosevelt dans les années 1930. La loi concernait comme son nom l'indique le charbon : il s'agissait de fixer le prix du charbon afin de prémunir l'industrie des prix bas concurrentiels. Elle fut par la suite jugée anticonstitutionnelle du fait qu'en permettant au gouvernement de fixer certains prix, elle s'opposait au principe de liberté d'entreprendre.